# Симпсон-дезерт
Си́мпсон-Де́зерт (англ. Simpson Desert, с англ. — «Пустыня Симпсона») — самый крупный национальный парк в Квинсленде (Австралия). Его площадь составляет 10 120 км². Парк расположен в 1495 км западнее Брисбена. Ныне известен под названием Мунга-Тирри (англ. Munga-Thirri).
Песчаные дюны парка перемещаются ветром в северо-западном направлении, начиная с плейстоцена 80 000 лет назад. Их длина колеблется от 1 до 200 км. В сезон дождей образуются большие водоёмы и поймы, после высыхания которых расцветают обширные цветочные поля. Национальный парк имеет аридный климат. Летом температура воздуха поднимается до 50° С. Пустыня покрыта в основном бушем с небольшими деревьями и кустарниками, в котором преобладают травы рода Spinifex. В Национальном парке обитают млекопитающие, рептилии и более 180 видов птиц.